# Distrito electoral de Bellevue Second II (condado de Sarpy, Nebraska)
Bellevue Second II (en inglés: Bellevue Second II Precinct) es un distrito electoral ubicado en el condado de Sarpy en el estado estadounidense de Nebraska. En el Censo de 2010 tenía una población de 4480 habitantes y una densidad poblacional de 327,97 personas por km².

## Geografía
Bellevue Second II se encuentra ubicado en las coordenadas 41°8′42″N 95°59′27″O / 41.14500, -95.99083. Según la Oficina del Censo de los Estados Unidos, Bellevue Second II tiene una superficie total de 13.66 km², de la cual 13.49 km² corresponden a tierra firme y (1.27%) 0.17 km² es agua.

## Demografía
Según el censo de 2010, había 4480 personas residiendo en Bellevue Second II. La densidad de población era de 327,97 hab./km². De los 4480 habitantes, Bellevue Second II estaba compuesto por el 89.84% blancos, el 3.55% eran afroamericanos, el 0.2% eran amerindios, el 1.79% eran asiáticos, el 0.07% eran isleños del Pacífico, el 1.5% eran de otras razas y el 3.06% pertenecían a dos o más razas. Del total de la población el 5.27% eran hispanos o latinos de cualquier raza.